# ادوارد راجر-واسلین
 ادوارد راجر-واسلین (انگلیسی: Édouard Roger-Vasselin؛ زادهٔ ۲۸ نوامبر ۱۹۸۳) یک تنیس‌باز اهل فرانسه است.